# Мизерный, Дмитрий Ильич
Дмитрий Ильич Мизерный (укр. Дмитро Ілліч Мізерний; 21 апреля 1936, Кишинёв, Бессарабия, Румыния — 1989, Донецк, Украинская ССР, СССР) — советский футболист, тренер. Мастер спорта СССР (1961). Обладатель Кубка СССР (1961, 1962). Арбитр республиканской категории.

## Биография
Дмитрий Мизерный является воспитанником кишинёвского футбола, но известность получил в составе одесского СКА, в котором отыграл пять лет, в том числе более ста матчей на уровне команд мастеров. 8 апреля 1961 года он дебютировал в составе сталинского «Шахтёра» в матче с московским «Торпедо» (0:3). В «оранжево-чёрной» футболке в период с 1961 по 1966 годы выходил на поле в 207 матчах, в которых поражал ворота соперника 17 раз.
Вместе с «Шахтёром» Мизерный становился обладателем Кубка СССР 1961 и 1962 годов. За первый из них он был удостоен спортивного звания «Мастер спорта СССР».
Впоследствии Мизерный работал тренером: в 1968 году — в команде «Уголёк» Красноармейск, а в 1971 году — в донецком «Локомотиве»). В качестве судьи республиканской категории обслуживал матчи союзных чемпионатов.
Умер в Донецке в 1989 году.
В 2001 году был включён в число лучших футболистов Одессы XX века.